# 藤谷洸介
藤谷 洸介（ふじたに こうすけ、1996年2月12日 - ）は、山口県周南市出身の元プロ野球選手（投手、内野手）。右投右打。

## 経歴

### プロ入り前
周南市立福川中学校在学中に、校内の軟式野球で投手を中心にプレー。山口県立周防大島高等学校への進学後は二塁も守っていたが、2年時の夏からエースの座を確保した。打者としては、在学中の対外試合で15本塁打を記録。投手としては、長身から速球を投げ下ろす投球スタイルから「離島のダルビッシュ」と称された。3年夏の全国高等学校野球選手権山口大会では、山口県立新南陽高等学校との1回戦にNPB5球団のスカウトが集結していたが、先発で15球を投げたところで右肘を骨折したため降板。病院での応急措置を経て、右腕を包帯で吊った姿で球場へ戻ったものの、チームは初戦敗退を喫した。
周防大島高校では春夏とも甲子園球場での全国大会と無縁で、本人曰く「右肘の骨が折れた瞬間、野球を辞めようと思った」とのことだが、実際には卒業後にパナソニックへ入社。入社後も、2年目までは右肘のリハビリと体力の強化に専念した。入社3年目の2016年から実戦登板を本格的に再開すると、春に登板した福岡ソフトバンクホークス二軍との交流戦では3回を無失点、オリックス・バファローズ二軍との交流戦では4回を無失点と好投。ソフトバンクとの交流戦では、前年（2015年）にトリプルスリーを達成した柳田悠岐を遊撃へのゴロで凡退させた。このような好投などを背景に、2016年のNPBドラフト会議8巡目で、投手として阪神タイガースから指名。契約金3000万円、年俸750万円（金額は推定）という条件で入団した。入団当初の背番号は45。指名後には、パナソニックの投手として社会人野球日本選手権大会の1回戦に先発すると、JFE西日本打線を相手に6安打完封勝利を挙げた。

### 阪神時代
2017年には、ウエスタン・リーグ公式戦10試合に登板。通算の投球イニングは17回で、0勝1敗、防御率5.29を記録した。
2018年には、8月末までにウエスタン・リーグ公式戦7試合に登板。0勝0敗、防御率5.68という成績を残していたが、入団以来一軍公式戦への登板機会がないまま、9月4日にポジション登録を投手から外野手へ変更した。変更2日後の9月6日に、大阪ガスとの練習試合5回表から三塁手として野手デビュー。その後に迎えた打席で実戦初安打・初打点を記録すると、同月14日にはトヨタ自動車との練習試合（いずれも阪神鳴尾浜球場）で同点の9回裏に実戦2打席目（代打）でサヨナラ本塁打を放った。ウエスタン・リーグの公式戦でも、9月23日の対広島東洋カープ戦（由宇球場）で、「9番・三塁手」としてスタメンで野手デビュー。5回裏の打席で二塁打を放ったことによって、公式戦初安打を記録した。もっとも、「（当面は二軍で）野手としてのスキルアップに専念させる」という球団の方針を背景に、シーズン終了後の契約更改で支配下選手契約から育成選手契約へ移行。背番号も125へ変更した。
2019年には、ウエスタン・リーグ公式戦68試合の出場で、打率.186ながらチーム3位タイの5本塁打を記録。登録ポジションである外野の守備に就かなかったものの、43試合で三塁、12試合で一塁を守ったことから、シーズンの終了後には内野手として登録された。
2020年には、ウエスタン・リーグ公式戦43試合の出場で、打率.216、3本塁打を記録。シーズン終盤の10月7日にマツゲン箕島硬式野球部との練習試合4回裏の打席で頭部に死球を受けたが、大事に至らずにシーズンを終えた。
2021年には、春季の二軍キャンプ中に右脚の内転筋を痛めたため、ウエスタン・リーグ公式戦開幕後の5月まで実戦に臨めなかった。さらに、7月の試合前に三塁手としてノックを受けていたところ、椎間板ヘルニアを発症。本人によれば、「腰に激痛を感じた経験は野球生活で初めて」とのことで、「病院で『椎間板ヘルニア』と診断された時に、心の糸が『プツン』と切れたかのように（この年限りでの現役）引退を初めて意識した」という。このように故障が相次いだ影響で、同リーグの公式戦には24試合しか出場できず、通算打率.053（19打数1安打）、ノーアーチという成績でシーズンを終えた。支配下登録選手への復帰や一軍への昇格までには至らなかったが、入団1年目の2017年に結婚した妻（詳細後述）や結婚後に授かった2児との生活などを考えた結果、シーズン終盤の10月5日に球団から戦力外通告を受けたことを機に現役を引退。12月2日付で、NPBから自由契約選手として公示された。戦力外通告の直後には「投手を続けていたら3年前（実際には野手へ転向した2018年）に通告されていたかも知れないので、野手に挑戦するチャンスをいただいた球団にはすごく感謝している」と述べていたが、「（自分の）子どもたちに野球をさせたいので、（現役最後のプレーを通じて）野球の楽しさを見せたい」との希望から、公示後の12月8日には12球団合同トライアウト（メットライフドーム）に参加。6打席無安打という内容で、現役生活に幕を下ろした。

### 現役引退後
自宅や阪神の本拠地がある関西地方で野球スクールを開講することを目標に、プロ野球経験者によるアマチュア選手への指導に必要な学生野球資格の回復に関する研修を2021年末に受講。日本学生野球協会による資格回復の適性認定を経て、2022年から既設のスクールで指導の経験を積むことを計画している。

## 選手としての特徴・人物
投手として阪神への入団した当初の身長は194cm、体重は94kgで、入団前年（パナソニックへの入社3年目）の春から秋にかけて体重を10kg以上増やしていた。身長は野手に転向した2018年末の時点でも194cmで、NPBがドラフト制度を導入した1965年の秋以降に日本人扱いで阪神へ入団した野手としては最も高かった。このような体格から投げ下ろす最速146km/hのストレートを主体に、スライダー、90km/h台のスローカーブ、チェンジアップで緩急を付ける投球術を武器に入団したが、入団後はストレートと体力の強化が課題になっていた。
その一方で、パナソニックの投手時代には、フィールディングもNPB球団のスカウトに高く評価されていた。さらに、阪神1年目（2017年）の二軍秋季練習中に屋外でのフリーバッティングへ参加したところ、24回のスイング中7回で打球がフェンスを越えた。二軍監督へ就任したばかりで、この模様を見ていた捕手出身の矢野燿大は、打者としての藤谷を「（打球を遠くに）飛ばせるだけの能力はあるので、（打者としての）ポテンシャルを伸ばしていきたい」と評価。当初は投手登録のまま「（打者との）二刀流」に挑ませることを検討していたが、実際には翌2018年シーズンの途中まで投手へ専念した後に、シーズン終盤の9月から登録を外野手に変更した。もっとも、公式戦で外野を守ったことはなく、主に一塁手や三塁手として起用。三塁手としては守備率が低く、ウエスタン・リーグの公式戦では、2019年に.933、登録ポジションを内野手へ変更した2020年に.898を記録していた。2020年のシーズン中には、チーム内の選手が新型コロナウイルス感染症へ相次いで感染した影響で二遊間を守れる野手が二軍に不足していた時期に、1試合だけ二塁の守備を任されている。
阪神2年目の2017年9月18日に、一般女性と結婚した。パナソニック時代に住んでいた社宅の最寄り駅付近で女性の祖母が営んでいる売店をよく利用していた縁で、祖母が仲を取り持ったことから女性との交際へ至ったという。なお、妻は結婚後に3児（1男2女）を出産。2022年7月6日（水曜日）の午前中に第3子（次女）を出産した際には、出産直後の病室で夫婦交互に撮影した第3子や家族の映像が、当日の夕方に『かんさい情報ネットten.』（讀賣テレビ）内のエンディングコーナー「めばえ」で放送された。その際に妻が撮影した映像には藤谷も写っているが、既に球界の第一線から退いていたため、放送上は「藤谷洸介さん（26歳）」とだけ紹介されていた。

## 詳細情報

### 年度別打撃成績
- 一軍公式戦出場なし

### 背番号
- 45（2017年 - 2018年）
- 125（2019年 - 2021年）

### 登場曲
- 「My Hero」TUBE（2017年 - 2021年）